# Gadirtha aroa
Gadirtha aroa är en fjärilsart som beskrevs av George Thomas Bethune-Baker 1908. Gadirtha aroa ingår i släktet Gadirtha och familjen trågspinnare. Inga underarter finns listade i Catalogue of Life.